# 1936 في الهند
فيما يلي قوائم الأحداث التي وقعت خلال عام 1936 في الهند.

## ظهور
- 1 يناير – إذاعة كل الهند

## مواليد

### يناير
- 1 يناير – ناير مسعود كاتب هندي.
- 12 يناير – مفتي محمد سيد سياسي هندي.

### أبريل
- 1 أبريل – عبد القادر خان

### مايو
- 2 مايو – إنجلبرت همبردنك

### يونيو
- 4 يونيو – نوتان بيهل ممثلة هندية.

### يوليو
- 6 يوليو – عبد الله غازي

### سبتمبر
- 8 سبتمبر – إندو جاين

### نوفمبر
- 4 نوفمبر – أميت جوسوامي فيزيائي أمريكي.
- 30 نوفمبر – رضا علي عبيدي

## وفيات

### يناير
- 18 يناير – روديارد كبلينغ (مواليد 1865) كاتب قصص قصيرة إنجليزي.

### أكتوبر
- 8 أكتوبر – بريم تشند (مواليد 1880)